# Холивуд (Алабама)
Холивуд (енгл. Hollywood) град је у америчкој савезној држави Алабама. По попису становништва из 2010. у њему је живело 1.000 становника.

## Демографија
Према попису становништва из 2010. у граду је живело 1.000 становника, што је 50 (5,3%) становника више него 2000. године.
| Група             | 2000.       | 2010.       |
| Белци             | 764 (80,4%) | 758 (75,8%) |
| Афроамериканци    | 155 (16,3%) | 148 (14,8%) |
| Азијати           | 0 (0,0%)    | 3 (0,3%)    |
| Хиспаноамериканци | 4 (0,4%)    | 49 (4,9%)   |
| Укупно            | 950         | 1.000       |